# 石謨記

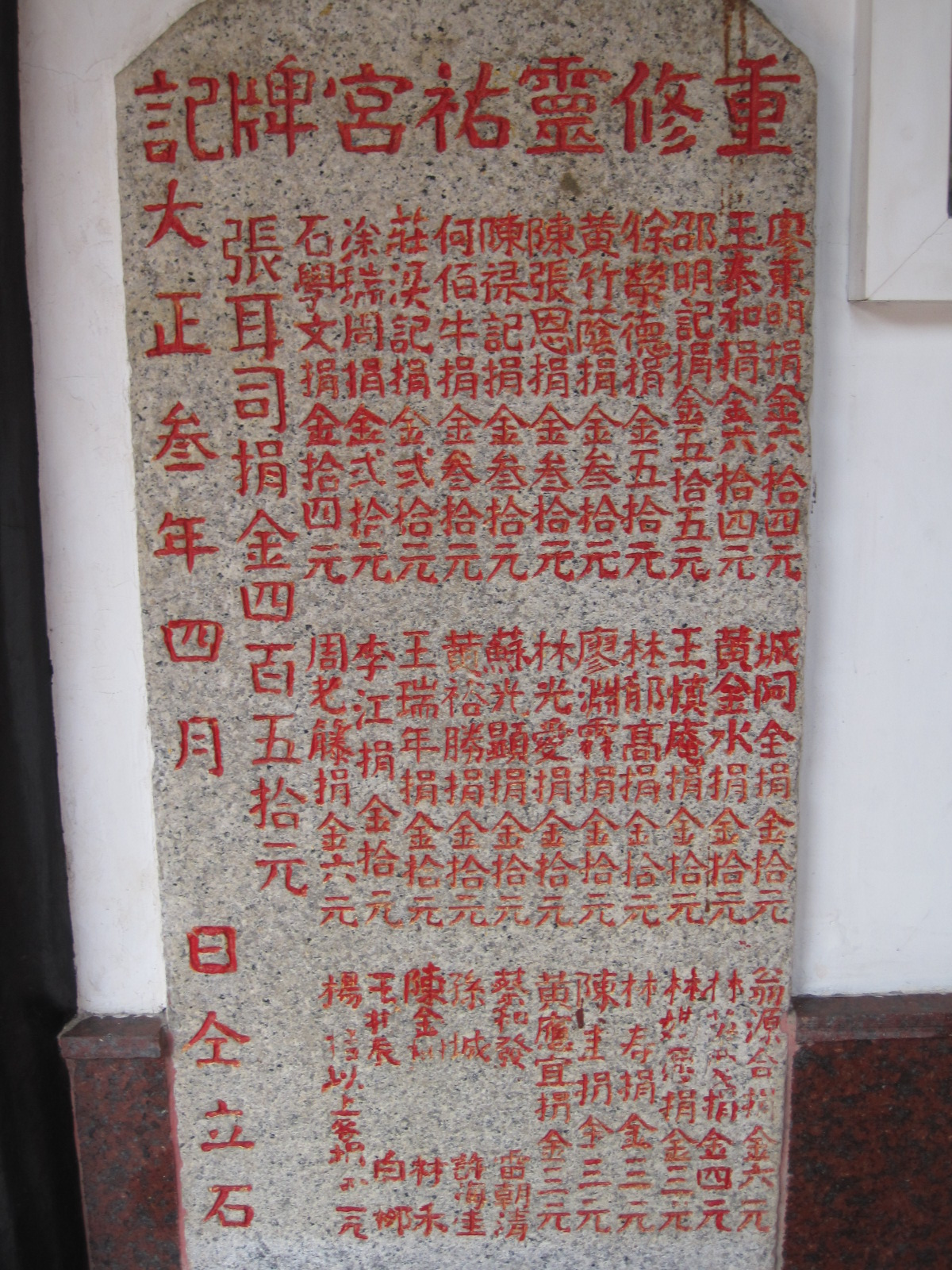
開基靈祐宮內重修碑記，上載「石學文捐金拾四元」。大正三年（1914年）立

石謨記（臺灣話： Tsio̍h mo̍oh-kì；1858年4月4日—1922年8月2日），又名石學文、石大膜。臺南布商，經營商行「錦榮發號」。:320長期主管臺南大天后宮，:161曾勸募北港朝天宮重建，成為該廟董事。
石謨記出生於咸豐八年（1858年）4月4日，清代與王姓、林姓商人合資經營錦榮發號，因「經營頗豐」，成為富商。1904年（明治37年）、1906年（明治39）年發生地震，導致北港朝天宮磚牆粉刷層剝落，後側壁體倒塌。大正二年（1913年），石謨記赴各處募捐重建金，籌得六萬餘圓。重建北港朝天宮。
大正三年（1916年），石謨記與地方仕紳葉永聲及臺南三郊組合的許藏春、蘇有志等人，贊助法華寺的全面整修:5。
大正五年（1916年），因為景氣不佳，臺南商紳遂打算請北港媽南下，由石謨記與朝天宮董事曾席珍、蔡然標等人交涉:320:150。發生「糖郊媽」事件，當時在規劃中將抬媽祖神轎一事改由大天后宮去年（1914年）成立的「致和堂轎班會」負責，不依舊例由藥王廟街的轎班負責，而引發藥王廟街不滿:320:150。有一藥王廟街居民王福田遂寫信，拜託北港的一位刑事警察向北港支廳長報告，說若讓北港媽南下會造成當地商業活動三萬圓的損失，此說亦得部分北港商人贊同；石學文北上要迎請北港三媽時，朝天宮方面便表示北港支廳長不允許:321:150。石學文遂趕忙通知臺南商紳，臺南商紳得知後便請臺南廳長與北港支廳長交涉，最後改由糖郊媽南下:321:150。
最初石謨記不敢向他人提及此事，直到大天后宮發爐，眾人扶乩之後得到三媽神諭，三媽打算長住臺南，可塑神像供奉，石學文才說出請來的並非北港三媽而是糖郊媽，引起臺南商紳不滿:151:321。事後臺南商紳委託粧佛業老字號西佛國雕塑「北港三媽」神像，即為現在大天后宮的「鎮南媽」，於該年6月28日（五月十六日）開光後，於7月4日（五月廿二日）舉行安座大典:153:321。
大正七年（1918年），石謨記六十一歲壽辰。其子石秀芳前往鷺門（廈門）邀前清進士施士洁為其做〈石翁學文六十又一壽言〉，稱許他出資協助地方民眾遷葬祖墳的善舉。:21
大正十年（1921年）6月16日，石謨記獲頒紳章。
石謨記晚年時，因年老漸漸將錦榮發號交與長子石秀芳經營。大正十一年（1922年）8月2日中午十二時，石謨記逝世。

## 家族
- 石謨記之子石秀芳，日治時期曾出任臺南市協議員。